# Minascentro

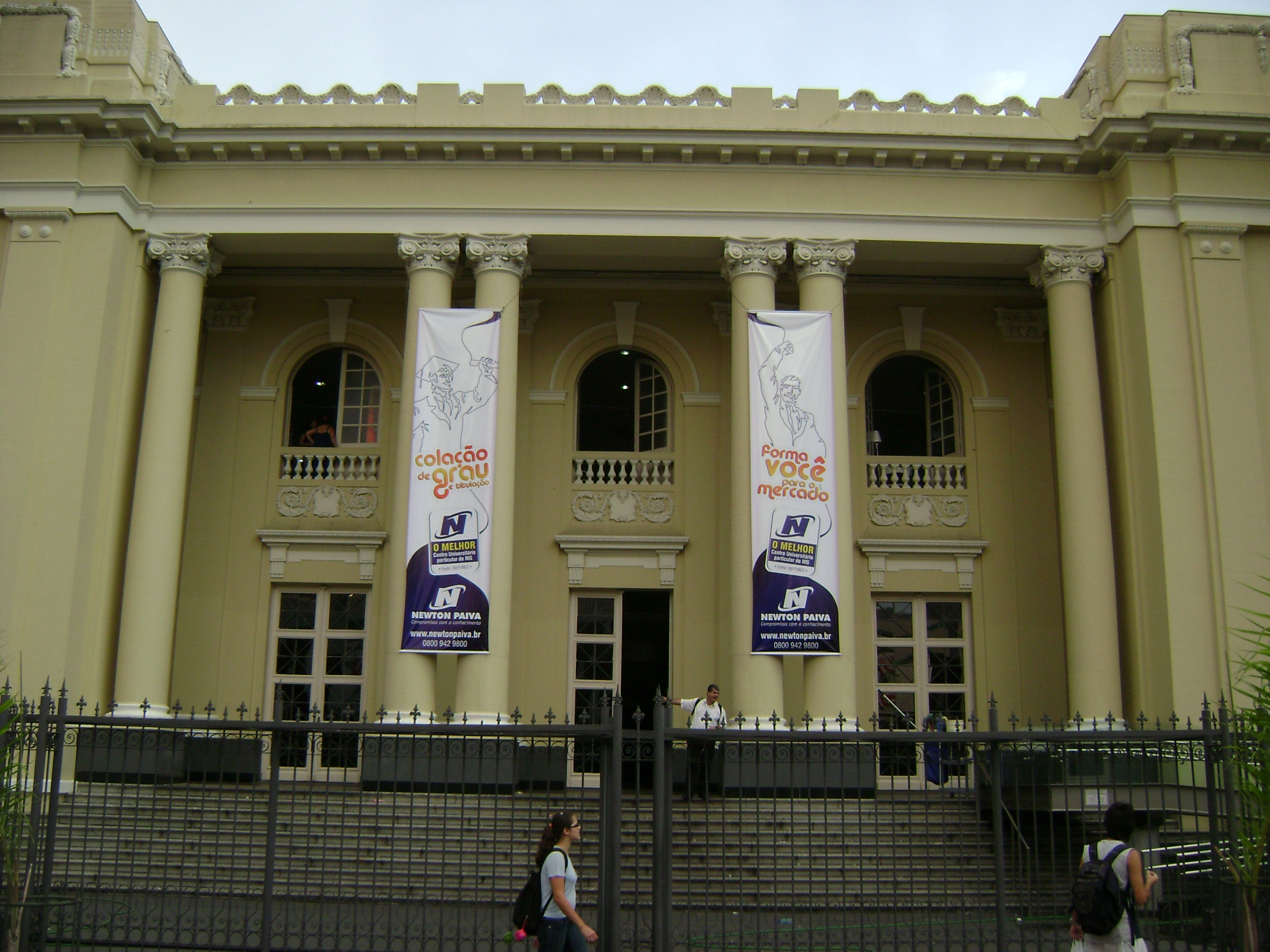
Entrada da instituição.

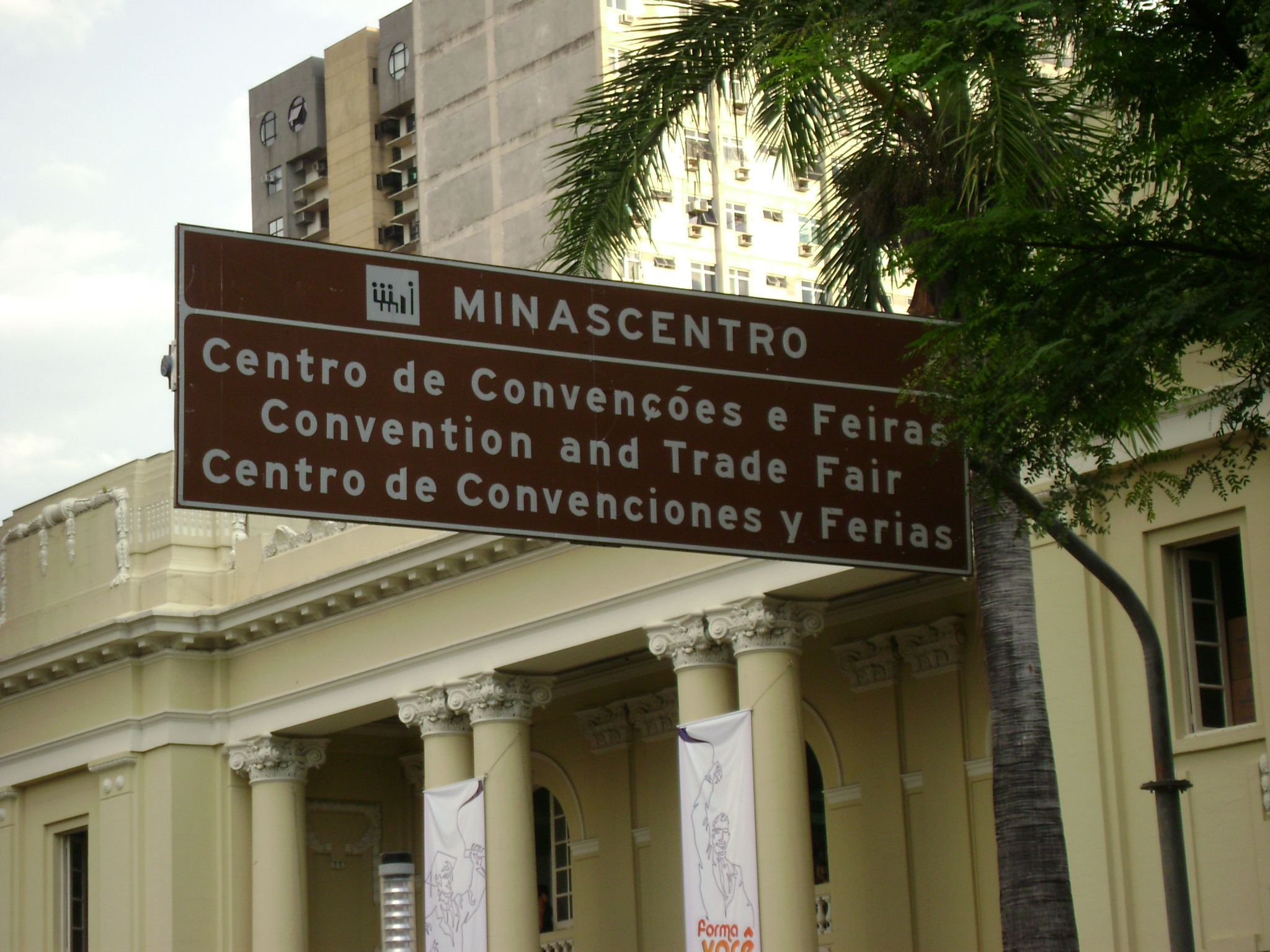
Placa informativa do Minascentro.

O Minascentro é um importante Centro de Convenções de Belo Horizonte que ocupa um quarteirão inteiro do Centro, entre as ruas Curitiba, Guajajaras, Santa Catarina e Avenida Augusto de Lima.
Tendo como referência geográfica a proximidade com o Mercado Central, e procurado por promotores de eventos de negaócios para a realização de feiras, congressos, formaturas, seminários, fóruns e muitos outros tipos de eventos.
O prédio que hoje abriga o Centro de Convenções foi idealizado no início do século XX para ser a sede da Secretaria de Saúde do Estado de Minas Gerais por varias décadas, até o ano de 1982, quando se iniciaram as obras de adaptação de toda a edificação e construção de teatros, auditórios e áreas para exposição.
A edificação possui arquitetura em estilo Neo-Clássico e e tombado pelo Patrimônio Histórico do Município de Belo Horizonte que, juntamente com os prédios públicos da Praça da Liberdade e outras edificações na cidade, forma um amplo Conjunto Arquitetônico em estilo Neoclássico datado do período entre 1897 e a década de 1920.
Descrição dos Espaços
- Teatro Topázio - 1.715 lugares
- Teatro Granada - 428 lugares
- 1º Pavimento - 1.741 m² de área para exposições
- 2º Pavimento - 3.160 m² de área para exposições
- 3º Pavimento - 1.368 m² de área para exposições - com ar-condicionado
- Áreas Jaspe e Safira - 450 e 495 m² de área cada
- Auditórios Ágata e Quartzo - 246 lugares cada
- Auditórios Turmalina e Esmeralda - 150 lugares cada
- Auditórios Água Marinha e Pirita - 100 lugares cada
- Salas Vip
- Salas de Reunião
- Salas de Apoio
- Praça Cristal - 740 m² de área externa com a fonte luminosa